# ユールストロームダイアグラム

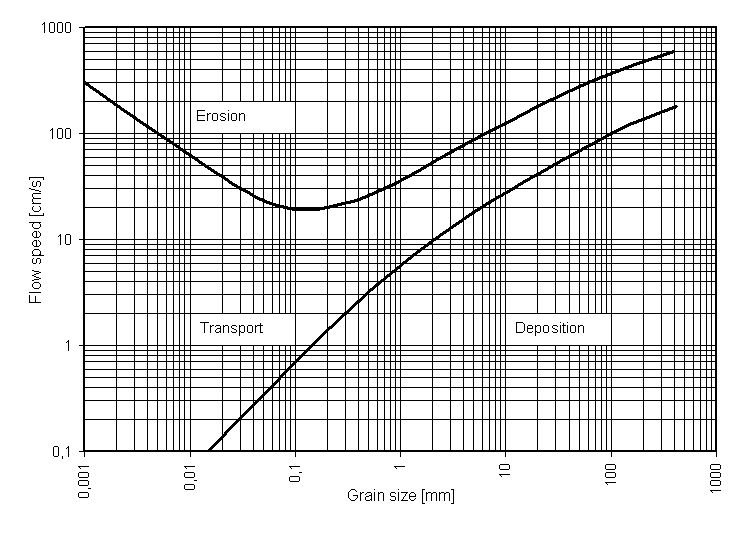
ユールストロームダイアグラム

ユールストロームダイアグラム（ユールストロームグラフ・ユールストローム図）は1939年にフィリップ・ユールストロームが発表した、河川内において土砂が侵食もしくは堆積される流速をその土砂の粒径との関係を表した図である。砕屑物と流速の関係を表したこのグラフは、水深1mの水路において球状かつ均質な粒径の石英砂を用いた実験によって作成された。そのため水深1m以上の場所についてのみ適用されるべきだとされている。
堆積について流速と粒径のみが支配しては無いことに注意が必要だが、一般に上に存在するU字状のグラフは元々底面に存在した粒子が水流によって動き始める水の速度を、右下に存在するグラフは流れの中で粒子が沈降し始める流速をそれぞれ示している。また、そのグラフの中間に存在する場合、粒子が水流に流されている状況下においては、多少水流の速度が流された時よりも遅くなったとしても堆積せずに流れ続ける（ユールストローム効果）といえる。そのためこの図から地層内の堆積物の粒径及び堆積相から、その堆積物が堆積した当時の水流の流速を予想することが可能である。

## 学校教育において
廣木によると今日、このグラフ自体は実践的な研究に用いられることは少ない。しかし地層の形成の学習において、砕屑物の侵食・運搬・堆積の条件を理解することが可能な重要な図であり、特に日本の堆積学に関する書籍には多く掲載されていると指摘している。